# Timoteo (nombre)
Timoteo  es un nombre propio masculino de origen griego en su variante en español. Deriva del nombre griego  Τιμόθεος,  "timáo-theós", su significado es "Aquel que siente amor o adoración a Dios".

## Etimología
Timoteo personaje bíblico del Nuevo Testamento. Su madre era judía, y su padre griego (Hechos 16:1). Timoteo que había llegado a ser cristiano activo, fue recomendado por Pablo por los hermanos de Listra y de Iconio, cuando el apóstol volvió a visitar Listra en el curso de su segundo viaje misionero.

## Equivalencias en otros idiomas
| Variantes en otras lenguas | Variantes en otras lenguas |
| -------------------------- | -------------------------- |
| Español                    | Timoteo                    |
| Catalán                    | Timoteu                    |
| Portugués                  | Timóteo, Timoteu           |
| Italiano                   | Timoteo                    |
| Francés                    | Timothé                    |
| Inglés                     | Timothy, Tim               |
| Alemán                     | Timotheus, Timo            |
| Rúso                       | Тимофей(Timofei), Тим(Tim) |

## Santoral
La celebración del santo de Timoteo se corresponde con el día 26 de enero.